# Пітер Томпсон
Пі́тер То́мпсон (англ. Peter Thompson; нар. 27 листопада 1942, Карлайл) — англійський футболіст, півзахисник.
Насамперед відомий виступами за клуби «Ліверпуль» та «Болтон Вондерерз», а також національну збірну Англії.

## Клубна кар'єра
У дорослому футболі дебютував 1960 року виступами за команду клубу «Престон Норт-Енд», в якій провів три сезони, взявши участь у 122 матчах чемпіонату.
Своєю грою за цю команду привернув увагу представників тренерського штабу клубу «Ліверпуль», до складу якого приєднався 1963 року. Відіграв за мерсісайдців наступні десять сезонів своєї ігрової кар'єри. Більшість часу, проведеного у складі «Ліверпуля», був основним гравцем команди.
1973 року перейшов до клубу «Болтон Вондерерз», за який відіграв 5 сезонів. Граючи у складі «Болтона» також здебільшого виходив на поле в основному складі команди. Завершив професійну кар'єру футболіста виступами за команду «Болтон Вондерерс» у 1978 році

## Виступи за збірну
1964 року дебютував в офіційних матчах у складі національної збірної Англії. Протягом кар'єри у національній команді, яка тривала 7 років, провів у формі головної команди країни лише 16 матчів.
У складі збірної був учасником чемпіонату Європи 1968 року в Італії, на якому команда здобула бронзові нагороди.

## Досягнення
- Чемпіон Англії: 1963–64, 1965–66
- Володар кубка Англії: 1964–65
- Володар Суперкубка Англії: 1964, 1965 (розділений), 1966